# Квандт, Ричард
Ричард Эмерик Квандт (англ. Richard Emeric Quandt; 1 июня 1930, Будапешт — 1974) — американский экономист венгерского происхождения, эконометрик и экономист-теоретик. Доктор философии (1957), эмерит-профессор Принстонского университета, где провёл четыре десятилетия, член Американского философского общества (1991). Соавтор теста Голдфелда — Квандта.

## Биография
Окончил Принстонский университет и получил степень бакалавра (B.A.) в 1952 году, затем получил магистерскую степень (M.A.) в Гарвардском университете в 1955 году. И в 1957 году там же - докторскую степень (Ph.D.).
Свою преподавательскую деятельность начал ассистентом профессора экономики в Принстонском университете в 1956—1959 годах, затем ассоциирующим профессором в 1959—1964 годах там же в Принстонском университете. В 1964—1995 годах занимал пост профессора экономики в Принстонском университете. И был также заведующим кафедрой экономики в 1968—1971 годах и 1985—1988 годах, директором аспирантуры экономического факультета в 1973—1980 годах, директором Центра финансовых исследований в Принстонском университете в 1982—1995 годах. Ныне именной эмерит-профессор (Hughes Rogers Professor) экономики Принстона.
Был приглашённым профессором колледжа Бирбек при Лондонском университете в 1981 году, членом комиссии Слоуна по базовым экономических стипендий в 1980—1985 годах, членом консультационного комитета переписи Американской экономической ассоциации в 1982—1985 годах, председателем консультативного комитета переписи Американской экономической ассоциации в 1983—1984 годах, членом совета Эконометрического общества в 1984—1988 годах, членом комитета по международным отношениям Американской статистической ассоциации в 1992—1995 годах, членом экспертно-консультативного совета Фонда гражданского общества в 1992—1996 годах, членом комитета АЭР по обмену США/СССР в 1990—1992 годах, членом консультативного комитета по программе стипендиатов Благотворительного фонда Пью в 1991—1996 годах, членом попечительского совета Фонда Cerge-ei в 2002—2005 годах, председателем совета Фонда Cerge-ei в 2004—2005 годах, помощником редактора журнала «Environment and Planning» в 1973—1979 годах, журнала «Journal of Regional Science» в 1973—1977 годах, журнала «Transportation Research» в 1973—1980 годах, «Журнала американской статистической ассоциации» в 1974—1980 годах, журнала «Econometrica» в 1975—1980 годах, журнала «Bell Journal of Economics» в 1976—1983 годах, журнала «Review of Economics and Statistics» в 1977—1992 годах, журнала «Journal of Comparative Economics» в 1988—1991 годах, журнала «Empirica-Austrian Journal of Economics» в 1988—1991 годах.
В настоящее время является старшим научным сотрудником Принстонского университета с 1995 года, а также старшим советником Фонда Эндрю Меллона с 1989 года, исполнительным редактором издательства Оксфордского университета с 2001 года, членом попечительского совета Фонда Корвина с 1993 года, членом совета управляющих Макроэкономических и финансовых центров обработки данных в Гданьске с 1998 года, помощником редактора журнала Applied Economics с 1973 года.
Член Американской академии искусств и наук (1993), Эконометрического общества (1968) и Американской статистической ассоциации (1979).
Среди работ - Microeconomic Theory (3rd edition, 1980) и The Econometrics of Disequilibrium (1988).

## Награды
За свои достижения неоднократно был награждён:
- 1958—1959 — стипендия Гуггенхайма;
- 1964 — стипендия МакКоша от факультета;
- 1967 — исследовательская стипендия Фонда Форда;
- 1971—1972 — грант от Национального научного фонда;
- 1976—1995 — профессор экономики Хьюз-Роджерс;
- 1991 — почётный доктор экономики Будапештского университета экономических наук;
- 1991 — золотая медаль от Будапештского университета;
- 1991 — самый цитируемый от Ягеллонского университета;
- 1994 — почётный доктор экономики Дебреценского университета;
- 1995 — почётный доктор сельскохозяйственных наук Сельскохозяйственого Университета в Гёдёллё;
- 1995 — медаль «За заслуги» от Университета Николая Коперника;
- 1996 — почётный доктор экономики Университета Коменского;
- 1996 — почётный доктор права Университета Куинса в Кингстоне;
- 1997 — орден «За заслуги» от правительства Венгрии;
- 1998 — медаль «За заслуги» от Ягеллонского университета;
- 2001 — премия имени Джорджа Вашингтона от Американско-Венгерского Фонда;
- 2002 — медаль Карела Энглиса от Академии наук Чехии.